# Cerveau
Pour les articles ayant des titres homophones, voir Servo.
Ne doit pas être confondu avec Encéphale.
Pour l'espèce humaine, voir Cerveau humain.
Pour les articles homonymes, voir Cerveau (homonymie).
Le cerveau est le principal organe du système nerveux des animaux bilatériens. Ce terme tient du langage courant (non scientifique) et chez les chordés, comme les humains, il peut désigner l'encéphale, ou uniquement une partie de l'encéphale, le prosencéphale (télencéphale + diencéphale), voire seulement le télencéphale. Néanmoins, dans cet article, le terme « cerveau » prend son sens le plus large.
Le cerveau des chordés est situé dans la tête, protégé par le crâne chez les craniés, et son volume varie grandement d'une espèce à l'autre. Pour les animaux d'autres embranchements, certains centres nerveux sont également appelés cerveau par analogie avec les chordés.
Le cerveau régule les autres systèmes d'organes du corps, en agissant sur les muscles ou les glandes, et constitue le siège des fonctions cognitives. Ce contrôle centralisé de l'organisme permet des réponses rapides et coordonnées aux variations environnementales. Les réflexes, schémas de réponses simples, ne nécessitent pas l'intervention du cerveau. Toutefois, les comportements plus sophistiqués nécessitent que le cerveau intègre les informations transmises par les systèmes sensoriels et fournisse une réponse adaptée.
L'encéphale est une structure extrêmement complexe qui peut renfermer jusqu'à plusieurs milliards de neurones connectés les uns aux autres. Les neurones sont les cellules cérébrales qui communiquent entre elles par le biais de longues fibres protoplasmiques appelées axones. L'axone d'un neurone transmet des influx nerveux, les potentiels d'action, à des cellules cibles spécifiques situées dans des régions plus ou moins distantes du cerveau ou de l'organisme. Les cellules gliales sont le deuxième type cellulaire du cerveau et assurent des fonctions très diversifiées, centrées autour du support des neurones et de leurs fonctions. Bien que les cellules gliales et les neurones aient probablement été observés pour la première fois en même temps au début du XIXe siècle, contrairement aux neurones dont les propriétés morphologiques et physiologiques étaient directement observables pour les premiers investigateurs du système nerveux, les cellules gliales étaient considérées, jusqu'au milieu du XXe siècle, simplement comme de la « glu » qui « colle » les neurones ensemble.
Malgré de grandes avancées en neurosciences, le fonctionnement du cerveau est encore mal connu. Les relations qu'il entretient avec l'esprit sont le sujet de nombreuses discussions, aussi bien philosophiques que scientifiques.
Depuis son origine, la recherche sur le cerveau a connu principalement trois phases : phase philosophique, phase expérimentale et phase théorique. Pour le futur des neurosciences, certains auteurs prédisent une phase de simulation.

## Anatomie

Schéma d'organisation fondamental d'un bilatérien.

Le cerveau est la structure biologique la plus complexe connue ce qui rend souvent délicate la comparaison de cerveaux de différentes espèces à partir de leur apparence. Néanmoins, l'architecture du cerveau présente plusieurs caractéristiques communes à un grand nombre d'espèces. Trois approches complémentaires permettent de les mettre en évidence. L'approche évolutionniste compare l'anatomie du cerveau entre différentes espèces et repose sur le principe que les caractères retrouvés sur toutes les branches descendantes d'un ancêtre donné étaient aussi présentes chez leur ancêtre commun. L'approche développementale étudie le processus de formation du cerveau du stade embryonnaire au stade adulte. Enfin, l'approche génétique analyse l'expression des gènes dans les différentes zones du cerveau.
L'origine du cerveau remonte à l'apparition des bilatériens, une des principales subdivisions du règne animal notamment caractérisée par une symétrie bilatérale des organismes, il y a environ 550-560 millions d'années. L'ancêtre commun de ce taxon suivait un plan d'organisation de type tubulaire, vermiforme et métamérisé ; un schéma qui continue de se retrouver dans le corps de tous les bilatériens actuels, dont les humains. Ce plan d'organisation fondamental du corps est un tube renfermant un tube digestif, reliant la bouche et l'anus, et un cordon nerveux qui porte un ganglion au niveau de chaque métamère du corps et notamment un ganglion plus important au niveau du front appelé « cerveau ».

### Protostomiens
La composition du cerveau des protostomiens est très différente de celle des chordés (qui sont épineuriens), à tel point qu'il est difficile de comparer les deux structures sauf à se baser sur la génétique. Beaucoup de protostomiens sont hyponeuriens ; deux groupes s'en démarquent par un cerveau relativement complexe : les arthropodes et les céphalopodes. Le cerveau de ces deux groupes provient de deux cordons nerveux parallèles qui s'étendent à travers tout le corps de l'animal. Les arthropodes ont un cerveau central avec trois divisions et de larges lobes optiques derrière chaque œil pour le traitement visuel. Les céphalopodes possèdent le plus gros cerveau de tous les protostomiens. Celui des pieuvres est très développé, avec une complexité similaire à celle rencontrée chez les chordés, ce qui permet aux pieuvres de développer des capacités cognitives comme la possibilité d'utiliser un outil.
Le cerveau de quelques hyponeuriens a été particulièrement étudié. Par la simplicité et l'accessibilité de son système nerveux, l'aplysie (un mollusque) a été choisie comme modèle par le neurophysiologiste Eric Kandel pour l'étude des bases moléculaires de la mémoire qui lui valut un prix Nobel en 2000. Cependant, le cerveau d'hyponeurien le plus étudié demeure celui de la drosophile (un arthropode). Du fait de l'important panel de techniques à disposition pour étudier leur matériel génétique, les drosophiles sont tout naturellement devenues un sujet d'étude sur le rôle des gènes dans le développement du cerveau. De nombreux aspects de la neurogénétique des drosophiles se sont avérés être également valables chez l'humain. Par exemple, les premiers gènes impliqués dans l'horloge biologique furent identifiés dans les années 1970 en étudiant des drosophiles mutantes montrant des perturbations dans leur cycle journalier d'activité. Une recherche sur le génome des chordés a montré un ensemble de gènes analogues à ceux de la drosophile jouant un rôle similaire dans l'horloge biologique de la souris et probablement également chez l'humain.
Un autre protostomien, le ver nématode Caenorhabditis elegans, a fait l'objet, comme la drosophile, d'études génétiques approfondies car son plan d'organisation est très stéréotypé : le système nerveux du morphe hermaphrodite possède exactement 302 neurones, toujours à la même place, établissant les mêmes liaisons synaptiques pour chaque ver. Au début des années 1970, du fait de sa simplicité et de sa facilité d’élevage, Sydney Brenner le choisit comme organisme modèle pour ses travaux sur le processus de régulation génétique du développement qui lui valurent un prix Nobel en 2002. Pour ses travaux, Brenner et son équipe ont découpé les vers en milliers de sections ultra fines et photographié chacune d'entre elles au microscope électronique afin de visualiser les fibres assorties à chaque section et ainsi planifier chaque neurone et chaque synapse dans le corps du ver. Actuellement, un tel niveau de détail n'est disponible pour aucun autre organisme, et les informations récoltées ont rendu possibles de nombreuses études.

### Chordés

Comparaison des cerveaux de différentes espèces de mammifères

L'embranchement des chordés, auquel appartiennent les humains, est apparu lors de l'explosion cambrienne.
Le cerveau de l'ensemble des chordés présente fondamentalement la même structure. Il est constitué d'un tissu mou d'une texture gélatineuse. De manière générale, le tissu cérébral vivant est rosâtre à l'extérieur et blanchâtre à l'intérieur. Le cerveau des chordés est enveloppé d'un système membranaire de tissu conjonctif, les méninges, qui sépare le crâne du cerveau. De l'extérieur vers l'intérieur, les méninges sont composées de trois membranes : la dure-mère, l'arachnoïde et la pie-mère. L'arachnoïde et la pie-mère sont étroitement connectées entre elles et peuvent ainsi être considérées comme une seule et même couche, la pie-arachnoïde. Compris entre l'arachnoïde et la pie mère, l'espace sous-arachnoïdien contient le liquide cérébro-spinal qui circule dans l'étroit espace entre les cellules et à travers les cavités appelées système ventriculaire. Ce liquide sert notamment de protection mécanique au cerveau en absorbant et amortissant les chocs et à transporter hormones et nutriments vers le tissu cérébral. Les vaisseaux sanguins viennent irriguer le système nerveux central à travers l'espace périvasculaire au-dessus de la pie-mère. Au niveau des vaisseaux sanguins, les cellules sont étroitement jointes, formant la barrière hémato-encéphalique qui protège le cerveau en agissant comme un filtre vis-à-vis des toxines susceptibles d'être contenues dans le sang.
Les cerveaux des chordés possèdent la même forme sous-jacente, caractérisée par la manière dont le cerveau se développe. Pendant le neurodéveloppement, le système nerveux commence à se mettre en place par l'apparition d'une fine bande de tissu neural parcourant tout le dos de l'embryon. La bande s'épaissit ensuite et se plisse pour former le tube neural. C'est à l'extrémité avant du tube que se développe le cerveau, l'émergence de celui-ci chez les premiers chordés aquatiques étant en relation avec le développement de leur sens de l'olfaction lié à leurs capacités exploratrices à la recherche de proies. Au départ, le cerveau se manifeste comme trois gonflements qui représentent en fait le prosencéphale, le mésencéphale et le rhombencéphale. Chez de nombreux groupes de chordés, ces trois régions gardent la même taille chez l'adulte, mais le prosencéphale des mammifères devient plus important que les autres régions, le mésencéphale étant lui plus petit.
La corrélation entre la taille du cerveau et la taille de l'organisme ou d'autres facteurs a été étudiée sur un grand nombre d'espèces de chordés. La taille du cerveau augmente avec la taille de l'organisme, mais pas de manière proportionnelle. Chez les mammifères, la relation suit une loi de puissance, avec un exposant d'environ 0,75. Cette formule s'applique pour le cerveau moyen des mammifères mais chaque famille s'en démarque plus ou moins, reflétant la complexité de leur comportement. Ainsi, les primates ont un cerveau cinq à dix fois plus gros que ce qu’indique la formule. De manière générale, les prédateurs tendent à avoir des cerveaux plus gros. Quand le cerveau des mammifères augmente en taille, toutes les parties n'augmentent pas dans la même proportion. Plus le cerveau d'une espèce est gros, plus la fraction occupée par le cortex est importante, 80 % de l'activité cérébrale dépendant des signaux visuels chez les primates.

#### Régions du cerveau
En neuroanatomie des chordés, le cerveau est généralement considéré comme constitué de cinq régions principales définies sur la base du développement du système nerveux à partir du tube neural : le télencéphale, le diencéphale, le mésencéphale, le cervelet, et le bulbe rachidien. Chacune de ces régions possède une structure interne complexe. Certaines régions du cerveau, comme le cortex cérébral ou le cervelet, sont formées de couches formant des replis sinueux, les circonvolutions cérébrales, qui permettent d'augmenter la surface corticale ou cérébelleuse tout en logeant dans la boîte crânienne. Les autres régions du cerveau représentent des groupes de nombreux noyaux. Si des distinctions claires peuvent être établies à partir de la structure neurale, la chimie et la connectivité, des milliers de régions distinctes peuvent être identifiées dans le cerveau des chordés.

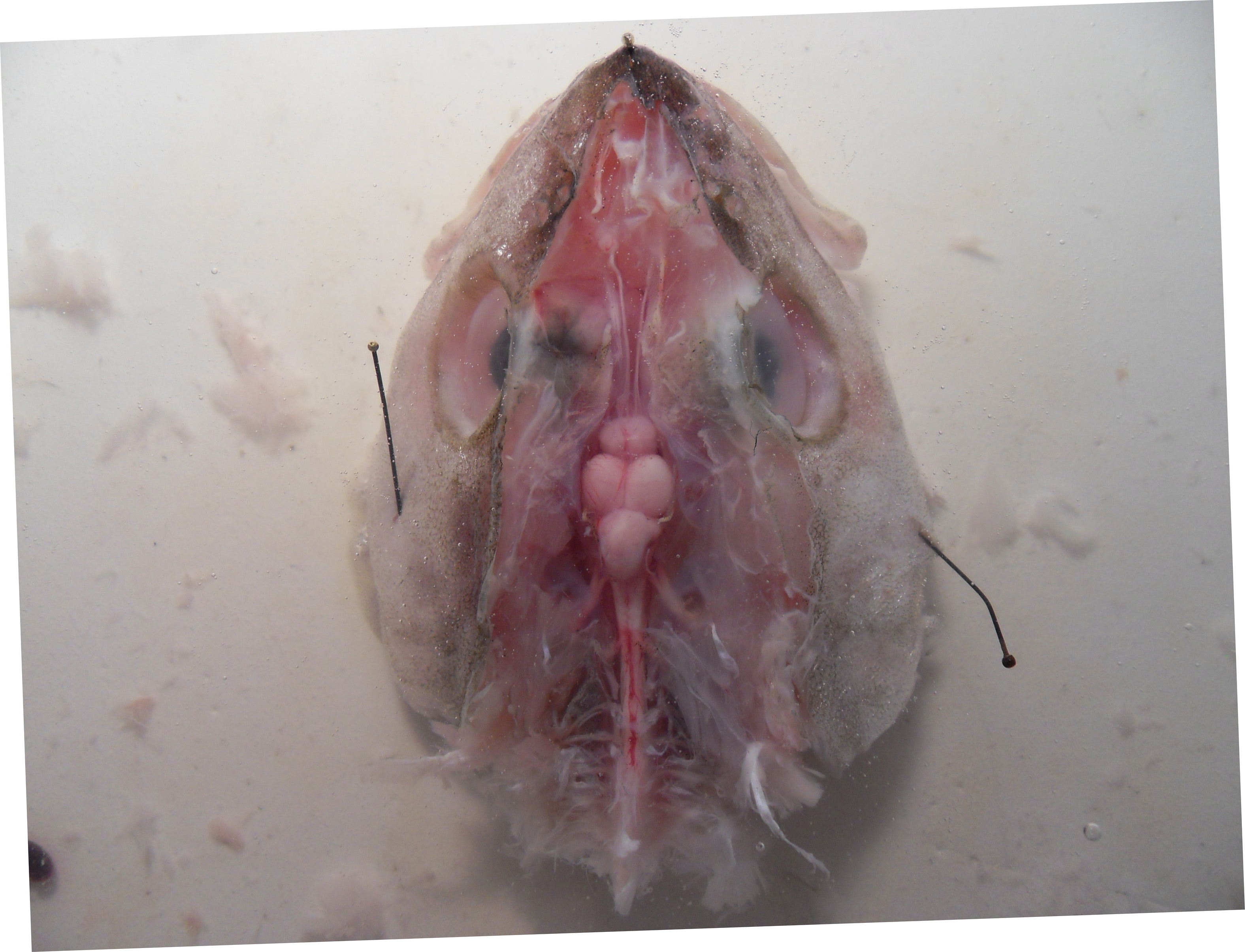
Encéphale et moelle épinière d'une truite.

Dans plusieurs branches des chordés, l'évolution a amené des changements importants sur l'architecture du cerveau. Les composants du cerveau des requins sont assemblés de façon simple et directe, mais chez les poissons téléostéens, groupe majoritaire des poissons modernes, le prosencéphale est devenu éverté. Le cerveau des oiseaux présente également d'importants changements. Un des principaux composants du prosencéphale des oiseaux, la crête ventriculaire dorsale, a longtemps été considéré comme l'équivalent du ganglion basal des mammifères, mais est maintenant considéré comme étroitement apparenté au néocortex.
De nombreuses régions du cerveau ont gardé les mêmes propriétés chez tous les chordés. Le rôle de la plupart de ces régions est encore soumis à la discussion mais il est malgré tout possible de dresser une liste des régions principales du cerveau et le rôle qu'on leur attribue selon les connaissances actuelles :

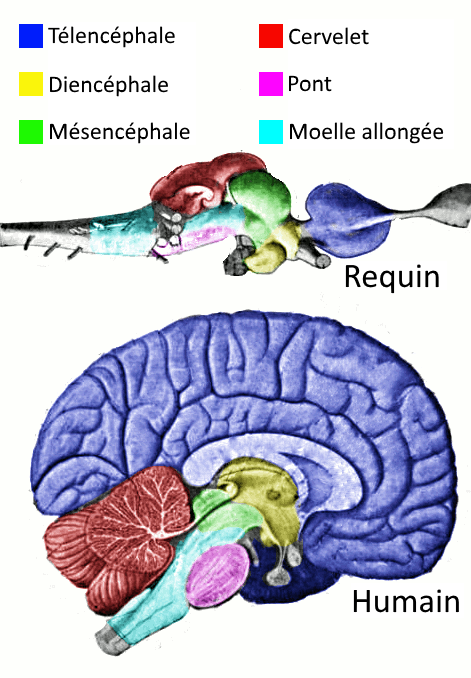
Les principales divisions de l'encéphale représentées sur un cerveau de requin et un cerveau humain.

- le bulbe rachidien (ou medulla oblongata) prolonge la moelle épinière. Elle contient de nombreux petits noyaux impliqués dans un grand nombre de fonctions motrices et sensitives[27] ;
- l'hypothalamus est un petit organe situé dans le diencéphale. Il est composé de nombreux petits noyaux possédant chacun ses propres connexions et une neurochimie particulière. L'hypothalamus régule et contrôle de nombreuses fonctions biologiques essentielles telles que l'éveil et le sommeil, la faim et la soif, ou la libération d'hormones[28] ;
- le thalamus est également composé de noyaux aux fonctions diverses. Une partie d'entre eux servent à intégrer et à relayer l'information entre les hémisphères cérébraux et le tronc cérébral. D'autres sont impliqués dans la motivation. La zona incerta (en), ou région sous-thalamique, semble jouer un rôle dans plusieurs comportements élémentaires comme la faim, la soif, la défécation et la copulation[29] ;
- le cervelet joue un rôle majeur dans la coordination des mouvements en modulant et optimisant les informations provenant d'autres régions cérébrales afin de les rendre plus précises. Cette précision n'est pas acquise à la naissance et s'apprend avec l'expérience[30] ;
- le tectum, partie supérieure du mésencéphale, permet de diriger les actions dans l'espace et de conduire le mouvement. Chez les mammifères, l'aire du tectum la plus étudiée est le colliculus supérieur qui s'occupe de diriger le mouvement des yeux. Le tectum reçoit de nombreuses informations visuelles, mais aussi les informations d'autres sens qui peuvent être utiles pour diriger les actions comme l'ouïe. Chez certains poissons, comme la lamproie, le tectum occupe la plus large partie du cerveau[31] ;
- le pallium est une couche de matière grise qui s'étale sur la surface du prosencéphale. Chez les mammifères et les reptiles, il est appelé cortex cérébral. Le pallium est impliqué dans de nombreuses fonctions telles que l'olfaction et la mémoire spatiale. Chez les mammifères, il s'agit de la région dominante du cerveau et elle subsume les fonctions de nombreuses régions sous-corticales[32] ;
- l'hippocampe, au sens strict, n'est présent que chez les mammifères. Néanmoins, cette région dérive du pallium médial commun à tous les chordés. Sa fonction est encore mal connue mais cette partie du cerveau intervient dans la mémoire spatiale et la navigation[33] ;
- les ganglions de la base sont un groupe de structures interconnectées situées dans le prosencéphale. La fonction principale de ces ganglions semble être la sélection de l'action. Ils envoient des signaux inhibiteurs à toutes les parties du cerveau qui peuvent générer des actions et, dans les bonnes circonstances, peuvent lever l'inhibition afin de débloquer le processus et permettre l'exécution de l'action. Les récompenses et les punitions exercent, au niveau des ganglions de la base, des effets neurologiques importants sur ce dernier[34] ;
- le bulbe olfactif est une structure particulière qui traite les signaux olfactifs et envoie l'information vers la zone olfactive du pallium. Chez beaucoup de chordés, le bulbe olfactif est très développé mais il est plutôt réduit chez les Primates[35].

#### Mammifères
Le cortex cérébral est la région du cerveau qui distingue au mieux le cerveau des mammifères de celui des autres vertébrés, celui des primates de celui des autres mammifères, et celui des humains de celui des autres primates. Le rhombencéphale et le mésencéphale des mammifères est généralement similaire à celui des autres vertébrés, mais des différences très importantes se manifestent au niveau du prosencéphale qui n'est pas seulement beaucoup plus gros mais présente également des modifications dans sa structure. Chez les autres chordés, la surface du télencéphale est recouverte d'une simple couche, le pallium. Chez les mammifères, le pallium a évolué en une couche à six feuillets appelée néocortex. Chez les primates, le néocortex s'est grandement élargi, notamment au niveau de la région des lobes frontaux. L'hippocampe des mammifères a également une structure bien particulière.
L'histoire évolutive de ces particularités mammaliennes, notamment le néocortex, est difficile à retracer. Les synapsides, ancêtres des mammifères, se sont séparés des sauropsides, ancêtres des reptiles actuels et des oiseaux, il y a environ 350 millions d'années. Ensuite, il y a 120 millions d'années, les mammifères se sont ramifiés en monotrèmes, marsupiaux et placentaires, division qui a abouti aux représentants actuels. Le cerveau des monotrèmes et des marsupiaux se distingue de celui des placentaires (groupe majoritaire des mammifères actuels) à différents niveaux, mais la structure de leur cortex cérébral et de leur hippocampe est la même. Ces structures ont donc probablement évolué entre -350 et -120 millions d'années, une période qui ne peut être étudiée qu'à travers les fossiles mais ceux-ci ne préservent pas les tissus mous comme le cerveau.

#### Primates

Schéma d'un cerveau humain dans sa boite crânienne.

Le cerveau des primates possède la même structure que celui des autres mammifères, mais il est considérablement plus large proportionnellement à la taille de l'organisme. Cet élargissement provient essentiellement de l'expansion massive du cortex, notamment au niveau des régions servant à la vision et à la prévoyance. Le processus de perception visuelle chez les Primates est très complexe, faisant intervenir au moins trente zones distinctes et un important réseau d'interconnexions, et occupe plus de la moitié du néocortex. L'élargissement du cerveau provient également de l'élargissement du cortex préfrontal dont les fonctions sont difficilement résumables mais portent sur la planification, la mémoire de travail, la motivation, l'attention, et les fonctions exécutives.
Chez les humains, l'élargissement des lobes frontaux est encore plus extrême, et d'autres parties du cortex sont également devenues plus larges et complexes.

## Histologie
Le tissu cérébral est composé de deux types de cellules, les neurones et les cellules gliales. Les neurones jouent un rôle prépondérant dans le traitement de l'information nerveuse tandis que les cellules gliales, ou cellules de soutien, assurent diverses fonctions annexes dont le métabolisme cérébral. Bien que ces deux types de cellules soient en même quantité dans le cerveau, les cellules gliales sont quatre fois plus nombreuses que les neurones dans le cortex cérébral. 
Contrairement aux cellules gliales, les neurones sont capables de communiquer entre eux à travers de longues distances. Cette communication se fait par des signaux envoyés par le biais de l'axone, prolongement protoplasmique du neurone qui s'étend depuis le corps cellulaire, se ramifie et se projette, parfois vers des zones proches, parfois vers des régions plus éloignées du cerveau ou du corps. Le prolongement de l'axone peut être considérable chez certains neurones. Les signaux transmis par l'axone se font sous forme d'influx électrochimiques, appelés potentiels d'action, qui durent moins d'un millième de seconde et traversent l'axone à une vitesse de 1 à 100 m/s. Certains neurones émettent en permanence des potentiels d'action, de 10 à 100 par seconde, d'autres n'émettent des potentiels d'action qu'occasionnellement.
Le point de jonction entre l'axone d'un neurone et un autre neurone, ou une cellule non-neuronale, est la synapse où le signal est transmis. Un axone peut avoir jusqu'à plusieurs milliers de terminaisons synaptiques. Lorsque le potentiel d'action, après avoir parcouru l'axone, parvient à la synapse, cela provoque la libération d'un agent chimique appelé neurotransmetteur. Une fois libéré, le neurotransmetteur se lie aux récepteurs membranaires de la cellule cible. Certains récepteurs neuronaux sont excitateurs, c'est-à-dire qu'ils augmentent la fréquence de potentiel d'action au sein de la cellule cible ; d'autres récepteurs sont inhibiteurs et diminuent la fréquence de potentiel d'action ; d'autres ont des effets modulatoires complexes.
Les axones occupent la majeure partie de l'espace cérébral. Les axones sont souvent regroupés en larges groupes pour former des faisceaux de fibres nerveuses. De nombreux axones sont enveloppés d'une gaine de myéline, une substance qui permet d'augmenter fortement la vitesse de propagation du potentiel d'action. La myéline est de couleur blanche, de telle sorte que les régions du cerveau essentiellement occupées par ces fibres nerveuses apparaissent comme de la substance blanche tandis que les zones densément peuplées par les corps cellulaires des neurones apparaissent comme de la substance grise. La longueur totale des axones myélinisés dans le cerveau adulte d'un humain dépasse en moyenne les 100 000 kilomètres.

## Métabolisme
Selon le prix Nobel Roger Sperry, 90 % de la stimulation et de la nutrition du cerveau sont générés par les mouvements de la colonne vertébrale.

## Développement

Principales subdivisions du cerveau embryonnaire des chordés.

Le développement du cerveau suit une succession d'étapes. Beaucoup de neurones naissent dans des zones spécifiques contenant des cellules souches et migrent ensuite à travers le tissu pour atteindre leur destination ultime. Ainsi, dans le cortex, la première étape du développement est la mise en place d'une armature par un type de cellules gliales, les cellules radiales, qui établissent des fibres verticales à travers le cortex. Les nouveaux neurones corticaux sont créés à la base du cortex et « grimpent » ensuite le long des fibres radiales jusqu'à atteindre les couches qu'ils sont destinés à occuper.
Chez les chordés, les premières étapes du développement sont communes à toutes les espèces. Tandis que l'embryon passe d'une forme ronde à une structure de type vermiforme, une étroite bande de l'ectoderme se décolle de la ligne médiane dorsale pour devenir la plaque neurale, précurseur du système nerveux. La plaque neurale se creuse, s'invagine de manière à former la gouttière neurale puis, les plis neuraux qui bordent la gouttière fusionnent pour fermer la gouttière qui devient le tube neural. Ce tube se subdivise ensuite en une partie antérieure renflée, la vésicule céphalique primitive, qui se segmente en trois vésicules qui deviendront le prosencéphale, le mésencéphale, et le rhombencéphale. Le prosencéphale se divise ensuite en deux autres vésicules, le télencéphale et le diencéphale tandis que le rhombencéphale se divise en métencéphale et myélencéphale. Chacune de ces vésicules contient des zones prolifératives dans lesquelles neurones et cellules gliales sont formés. Ces deux types de cellules migrent ensuite, parfois sur de longues distances, vers leurs positions finales.
Une fois qu'ils sont en place, les neurones commencent à étendre leurs dendrites et leur axone autour d'eux. L'axone doit généralement s'étendre sur une longue distance à partir du corps cellulaire du neurone et doit se connecter sur des cibles bien spécifiques, ce qui lui nécessite de croître d'une manière plus complexe. À l'extrémité de l'axone en développement se trouve une région parsemée de récepteurs chimiques, le cône de croissance. Ces récepteurs recherchent des signaux moléculaires dans l'environnement alentour qui guident la croissance de l'axone en attirant ou en repoussant le cône de croissance et dirigent ainsi l'étirement de l'axone dans une direction donnée. Le cône de croissance navigue ainsi à travers le cerveau jusqu'à ce qu'il atteigne sa région de destination, où d'autres signaux chimiques engendrent la formation de synapses. Des milliers de gènes interviennent pour générer ces signaux de guidage mais le réseau synaptique qui en émerge n'est déterminé qu'en partie par les gènes. Dans de nombreuses parties du cerveau, les axones connaissent d'abord une surcroissance proliférative qui est ensuite régulée par des mécanismes dépendants de l'activité neuronale. Ce processus sophistiqué de sélection et d'ajustement graduel aboutit finalement à la forme adulte du réseau neuronal.
Chez les mammifères les neurones sont produits avant la naissance (principalement entre la 6e et la 18e semaine gestationnelle chez l'humain). Le cerveau du nouveau-né contient donc substantiellement plus de neurones que celui de l'adulte car au cours du développement puis encore pendant le vieillissement, un grand nombre de ces cellules vont être détruites. La disparition des cellules nerveuses correspond à un phénomène nécessaire de sélection/stabilisation dans les réseaux de neurones au cours de la mise en place de circuits cérébraux.
Cependant quelques zones continuent de générer de nouveaux neurones tout au long de la vie, telles que le bulbe olfactif ou le gyrus dentatus de l'hippocampe. En dehors de ces exceptions, le nombre de neurones présents à la naissance est définitif, contrairement aux cellules gliales qui sont renouvelées tout au long de la vie, à la manière de la plupart des cellules de l'organisme. Bien que le nombre de neurones évolue peu après la naissance, les connexions axonales continuent de se développer et de s'organiser pendant encore un long moment. Chez l'humain ce processus n'est pas terminé avant l'adolescence et il continue de se poursuivre avec l'acquisition de nouveaux apprentissages.
De nombreuses questions restent en suspens concernant ce qui relève de l'inné et de l'acquis à propos de l'esprit, de l'intelligence et de la personnalité. Bien que de nombreux points restent à éclaircir, les neurosciences ont montré que deux facteurs sont essentiels. D'un côté, les gènes déterminent la forme générale du cerveau, et la manière dont le cerveau répond à l'expérience. D'un autre côté, l'expérience est nécessaire pour affiner la matrice de connexions synaptiques. À bien des égards, la qualité et la quantité d'expériences joue un rôle. L’enrichissement environnemental montre que le cerveau d'un animal placé dans un environnement plus riche et stimulant a un nombre plus important de synapses que celui d'un animal dans un milieu plus pauvre.

## Fonctions
La fonction principale du cerveau est de contrôler les actions de l'organisme à partir des informations sensorielles qui lui parviennent. Les signaux sensoriels peuvent stimuler une réponse immédiate, moduler un schéma d'activité en cours, ou être emmagasinés pour un besoin futur. Ainsi, par le rôle central qu'il exerce dans la captation des stimuli externes, le cerveau occupe le rôle central dans la création de réponses à l'environnement. Le cerveau a aussi un rôle dans la régulation hormonale.
Le cerveau des chordés reçoit des signaux par les nerfs afférents de la part des différentes régions de l'organisme. Le cerveau interprète ces signaux et en tire une réponse fondée sur l'intégration des signaux électriques reçus, puis la transmet. Ce jeu de réception, d'intégration, et d'émission de signaux représente la fonction majeure du cerveau, qui explique à la fois les sensations, le mouvement, la mémoire et, on le suppose, la conscience.
Pour mener à bien sa complexe tâche, le cerveau est organisé en sous-systèmes fonctionnels, c'est-à-dire que certaines régions cérébrales traitent plus spécifiquement certains aspects de l'information. Cette division fonctionnelle n'est pas stricte et ces sous-systèmes peuvent être catégorisés de plusieurs façons : anatomiquement, chimiquement ou fonctionnellement. Une de ces catégorisations repose sur les neurotransmetteurs chimiques utilisés par les neurones pour communiquer. Une autre se base sur la manière dont chaque zone du cerveau contribue au traitement de l'information : les zones sensorielles amènent l'information au cerveau ; les signaux moteurs envoient l'information du cerveau jusqu'aux muscles et aux glandes ; les systèmes excitateurs modulent l'activité du cerveau en fonction du moment de la journée et de divers facteurs.
Le cerveau utilise principalement le glucose comme substrat énergétique et une perte de conscience peut survenir s'il en manque. La consommation énergétique du cerveau n'est pas particulièrement variable, mais les régions actives du cortex consomment plus d'énergie que les inactives.

### Systèmes de neurotransmissions
Selon le principe de Dale, chaque neurone du cerveau libère constamment le même neurotransmetteur chimique, ou la même combinaison de neurotransmetteurs, pour toutes les connexions synaptiques qu'il entretient avec d'autres neurones. Un neurone peut donc être caractérisé en fonction des neurotransmetteurs qu'il libère bien qu'il existe quelques exceptions à ce principe. Les deux neurotransmetteurs les plus fréquents sont le glutamate, qui correspond généralement à un signal excitatoire, et l'acide γ-aminobutyrique (GABA), généralement inhibitoire. Les neurones utilisant ces deux neurotransmetteurs se retrouvent dans presque toutes les régions du cerveau et forment un large pourcentage des synapses du cerveau.
Les autres neurotransmetteurs, comme la sérotonine ou la noradrénaline, proviennent de neurones localisés dans des zones particulières du cerveau. D'autres neurotransmetteurs, comme l'acétylcholine ou la dopamine, proviennent de plusieurs endroits du cerveau, mais ne sont pas distribués de façon aussi ubiquitaire que le glutamate et le GABA. La grande majorité des drogues psychotropes agissent en altérant les systèmes de neurotransmetteurs qui ne sont pas directement impliqués dans les transmissions glutamatergiques ou GABAergiques.

### Systèmes sensoriels
Une fonction importante du cerveau est de traiter l'information reçue par les récepteurs sensoriels. Contrairement aux idées reçues, les sens que peut capter le cerveau ne sont pas limitées à cinq. Outre la vue, l'ouïe, le toucher, l'odorat, et le goût, le cerveau peut recevoir d'autres informations sensorielles comme la température, l'équilibre, la position des membres, ou la composition chimique du sang. Toutes ces variables sont détectées par des récepteurs spécialisés qui transmettent les signaux vers le cerveau. Certaines espèces peuvent détecter des sens supplémentaires, comme la vision infrarouge des serpents, ou utiliser les sens « standards » de manière non conventionnelle, comme l'écholocation du système auditif des chauves-souris.
Chaque système sensoriel possède ses propres cellules sensorielles réceptrices. Ces cellules sont des neurones mais, contrairement à la majorité des neurones, ceux-ci ne sont pas contrôlés par les signaux synaptiques d'autres neurones. Au lieu de cela, ces cellules sensorielles possèdent des récepteurs membranaires qui sont stimulées par un facteur physique spécifique comme la lumière, la température, ou la pression. Les signaux de ces cellules sensorielles réceptrices parviennent jusqu'à la moelle épinière ou le cerveau par les nerfs afférents.
Pour la plupart des sens, il y a un noyau sensitif principal dans le tronc cérébral, ou un ensemble de noyaux, qui reçoit et réunit les signaux des cellules sensorielles réceptrices. Dans de nombreux cas, des zones secondaires sous-corticales se chargent d'extraire et de trier l'information. Chaque système sensoriel a également une région du thalamus qui lui est dédié et qui relaie l'information au cortex.
Pour chaque système sensoriel, une zone corticale primaire reçoit directement les signaux en provenance du relai thalamique. Habituellement, un groupe spécifique de zones corticales supérieures analyse également le signal sensoriel. Enfin, des zones multimodales du cortex combinent les signaux en provenance de différents systèmes sensoriels. À ce niveau, les signaux qui atteignent ces régions du cerveau sont considérés comme des signaux intégrés plutôt que comme des signaux strictement sensoriels.
Toutes ces étapes ont leurs exceptions. Ainsi, pour le toucher, les signaux sensoriels sont principalement reçus au niveau de la moelle épinière, au niveau de neurones qui projettent ensuite l'information au tronc cérébral. Pour l'odorat, il n'y a pas de relai dans le thalamus, le signal est transmis directement de la zone primaire, le bulbe olfactif, vers le cortex.

### Systèmes moteurs
Les systèmes moteurs sont les zones du cerveau responsables directement ou indirectement des mouvements du corps, en agissant sur les muscles. À l'exception des muscles contrôlant les yeux, tous les muscles squelettiques de l'organisme sont directement innervés par des neurones moteurs de la moelle épinière. Ils sont donc le dernier maillon de la chaîne du système psychomoteur. Les neurones moteurs spinaux sont contrôlés à la fois par des circuits neuronaux propres à la moelle épinière, et par des influx efférents du cerveau. Les circuits spinaux intrinsèques hébergent plusieurs réactions réflexes, ainsi que certains schémas de mouvements comme les mouvements rythmiques tels que la marche ou la nage. Les connexions efférentes du cerveau permettent quant à elles, des contrôles plus sophistiqués.
Un certain nombre de zones du cerveau sont connectées directement à la moelle épinière. Au niveau le plus bas se trouvent les zones motrices situées dans le bulbe rachidien et le pont. Au-dessus se situent les zones du mésencéphale, comme le noyau rouge, qui sont responsables de la coordination des mouvements. À un niveau supérieur se trouve le cortex moteur primaire, une bande de tissu cérébral localisée à la lisière postérieure du lobe frontal. Le cortex moteur primaire transmet ses commandes motrices aux zones motrices sous-corticales, mais également directement à la moelle épinière par le biais du faisceau pyramidal. Les influx nerveux de ce faisceau cortico-spinal transmettent les mouvements fins volontaires. D'autres zones motrices du cerveau ne sont pas directement reliées à la moelle épinière, mais agissent sur les zones motrices primaires corticales ou sous-corticales. Quelques-unes de ces zones secondaires les plus importantes sont le cortex prémoteur, impliqués dans la coordination des mouvements de différentes parties du corps, les ganglions de la base, dont la fonction principale semble être la sélection de l'action, et le cervelet, qui module et optimise les informations pour rendre les mouvements plus précis.
Le cerveau et la moelle épinière contiennent également un réseau neuronal qui contrôle le système nerveux autonome, la partie du système nerveux responsable des fonctions automatiques. Non soumis au contrôle volontaire, le système nerveux autonome contrôle notamment la régulation hormonale et l'activité des muscles lisses et du muscle cardiaque. Le système nerveux autonome agit à différents niveaux comme le rythme cardiaque, la digestion, la respiration, la salivation, la miction, la sueur ou l'excitation sexuelle.

### Systèmes d'éveil
Un des aspects les plus visibles du comportement animal est le cycle journalier veille-sommeil-rêve. L'éveil et l'attention sont aussi modulés à une échelle de temps plus fine, par un réseau de zones cérébrales.
Un composant clé du système d'éveil est le noyau suprachiasmatique, petite région de l'hypothalamus localisée directement au-dessus du point de croisement des nerfs optiques. Le noyau suprachiasmatique renferme l'horloge biologique centrale de l'organisme. Les neurones de ce noyau montrent un niveau d'activité qui augmente ou diminue sur une période d'environ 24 heures, le rythme circadien : cette activité fluctuante est dirigée par des changements rythmiques exprimés par un groupe de gènes horlogers. Le noyau suprachiasmatique reçoit généralement des signaux en provenance des nerfs optiques qui permettent de calibrer l'horloge biologique à partir des cycles jour-nuit.
Le noyau suprachiasmatique se projette dans un ensemble de zones cérébrales (situées au niveau de l'hypothalamus et du tronc cérébral) qui sont impliqués dans la mise en œuvre des cycles jour-nuit. Un composant important du système est la formation réticulée, un groupe d'amas neuronaux s'étendant dans le tronc cérébral. Les neurones réticulés envoient des signaux vers le thalamus, qui répond en envoyant des signaux à différentes régions du cortex qui régule le niveau d'activité.
Le sommeil implique de profondes modifications dans l'activité cérébrale. Le cerveau ne s'éteint pas pendant le sommeil, l'activité cérébrale se poursuit mais est modifiée. En fait, il existe deux types de sommeil : le sommeil paradoxal (avec rêves) et le sommeil non paradoxal (généralement sans rêves). Ces deux sommeils se répètent selon un schéma légèrement différent à chaque sommeil. Trois grands types de schéma d'activité cérébrale peuvent être distingués : sommeil paradoxal, sommeil léger, et sommeil profond. Pendant le sommeil profond, l'activité du cortex prend la forme de larges ondes synchronisées tandis que ces ondes sont désynchronisées pendant l'état de rêve. Les niveaux de noradrénaline et de sérotonine tombent au cours du sommeil profond, et approchent du niveau zéro pendant le sommeil paradoxal, tandis que les niveaux d'acétylcholine présentent un schéma inverse.
Le cycle du sommeil se divise en 5 stades. Au stade 1, le sommeil lent apparaît lorsque l'on s'allonge et ferme les yeux, des rêves courts ou de brèves pensées sont parfois rapportés durant ce stade qui dure de 3 à 12 minutes. La seconde phase du sommeil lent est un sommeil léger, c'est la phase la plus longue occupant près de 50 % du temps de sommeil d'une nuit. Le stade 3 est le passage du sommeil moyennement profond à profond, les muscles ont encore du tonus mais on est très peu réactif aux stimulations extérieures. Au niveau 4, nous sommes au plus profond de notre sommeil, l'activité neuronale est à son plus bas, la température du cerveau est également basse, la respiration, le rythme cardiaque et la pression sanguine sont ralentis. Le stade 5 est le dernier, le sommeil est paradoxal, l'activité électrique du cerveau est très importante, les yeux bougent rapidement, bien que le reste du corps se trouve en état d'atonie musculaire. Un cycle du sommeil dure de 70 à 90 minutes et se reproduit 4 à 6 fois en une nuit.

## Histoire de la découverte du cerveau
Jean-Didier Vincent dresse une histoire et relie celle-ci avec les résultats des travaux de recherche.

### Le cerveau et l'esprit
La compréhension de la relation entre le cerveau et l'esprit est un problème aussi bien scientifique que philosophique. La relation forte entre la matière cérébrale physique et l'esprit est aisément mise en évidence par l'impact que les altérations physiques du cerveau ont sur l'esprit, comme le traumatisme crânien ou l'usage de psychotrope.
Jusqu'à la fin du XXe siècle, le problème corps-esprit était l'un des débats centraux de l'histoire de la philosophie et consistait à considérer la manière dont le cerveau et l'esprit pouvaient être reliés.
Trois grands courants de pensée existaient concernant cette question : dualisme, matérialisme, et idéalisme :
- le dualisme postule que l'esprit existe indépendamment du cerveau ;
- le matérialisme postule, quant à lui, que le phénomène mental est identique au phénomène neuronal ;
- l'idéalisme postule que seul le phénomène mental existe[73],[74].

Outre ces questions philosophiques, cette hypothèse de relation entre l'esprit et le cerveau soulevait un grand nombre de questions scientifiques, comme la relation entre l'activité mentale et l'activité cérébrale, le mécanisme d'action des drogues sur la cognition, ou encore la corrélation entre neurones et conscience.
Historiquement, un grand nombre de philosophes considéraient inconcevable que la cognition puisse être mise en place par une substance physique comme le tissu cérébral. Des philosophes comme Patricia Churchland ont postulé que l'interaction entre la drogue et l'esprit est un indicateur de la relation intime entre le cerveau et l'esprit mais que les deux entités sont distinctes.
Depuis l'avènement des neurosciences, et les travaux de nombreuses équipes internationales de recherche, cette question n'est plus d'actualité en sciences.
Antonio Damasio, dans son livre L'Erreur de Descartes notamment, montre que le corps et l'esprit fonctionnent de manière indissociable. Il explique par ailleurs que le raisonnement, la mémorisation, l'acquisition de nouveaux apprentissages ne peuvent pas s'effectuer sans intégrer les émotions dans les processus.

## Recherche scientifique

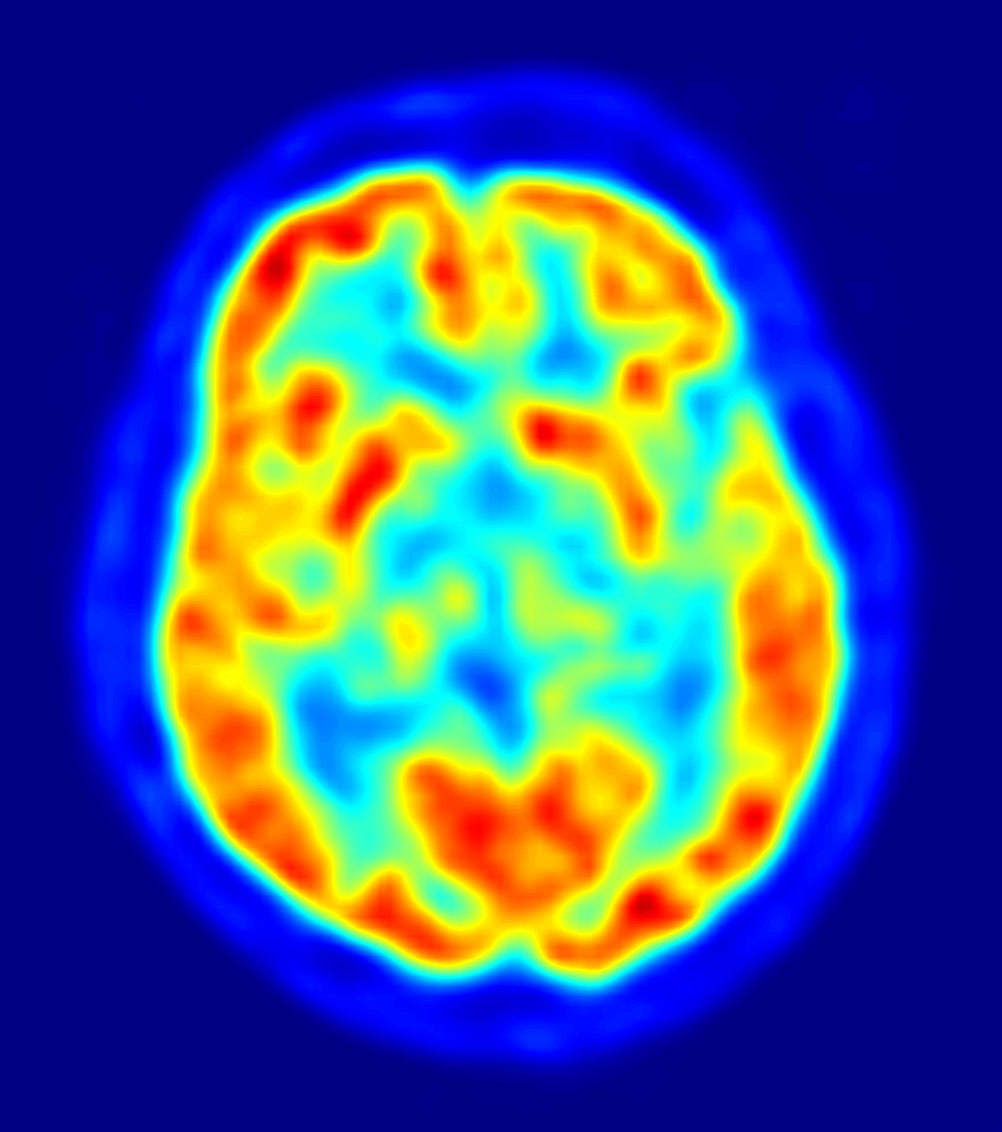
Vue axiale du cerveau par tomographie par émission de positons.

Le domaine des neurosciences englobe toutes les approches cherchant à comprendre le fonctionnement du cerveau et du reste du système nerveux. La psychologie cherche à comprendre l'esprit et le comportement. La neurologie est la discipline médicale qui diagnostique et traite les pathologies liées au système nerveux. Le cerveau est également l'organe le plus étudié en psychiatrie, une branche de la médecine qui étudie et traite les troubles mentaux. Les sciences cognitives tentent de lier la neuroscience et la psychologie avec d'autres domaines comme l'informatique et la philosophie.
La plus ancienne méthode d'étude du cerveau est l'anatomie. Au milieu du XXe siècle, les progrès des neurosciences proviennent de l'amélioration des techniques de microscopie et de coloration. Les neuroanatomistes étudient la structure du cerveau aussi bien à grande échelle qu'à l'échelle microscopique. Parmi d'autres outils, ils emploient une large gamme de colorants qui permettent de révéler la structure neurale, les réactions chimiques, et la connectivité. Le développement plus récent de techniques d'immunocoloration a permis de colorer les neurones qui exprime spécifiquement un groupe de gènes. Également, la neuroanatomie fonctionnelle utilise les techniques d'imagerie médicale pour corréler les variations dans la structure du cerveau avec les changements de cognition ou de comportement.
Les neurophysiologistes étudient les propriétés chimiques, pharmacologiques et électriques du cerveau. Leurs principaux outils sont les drogues et les dispositifs d'enregistrement. Des milliers de drogues expérimentalement développées affectent le système nerveux, plusieurs le font de manière très spécifique. L'enregistrement de l'activité cérébrale peut se faire par l'utilisation d'électrodes, soit collées au crâne comme dans le cas d'électro-encéphalographie, soit implantées à l'intérieur du cerveau pour des enregistrements extracellulaires, qui peuvent détecter les potentiels d'action générés par des neurones individuels. Comme le cerveau ne contient pas de nocicepteurs, il est possible d'utiliser ces techniques sur un animal éveillé sans causer de douleur. Il est aussi possible d'étudier l'activité cérébrale par un examen non invasif en utilisant des techniques d'imagerie fonctionnelle comme l'IRM. Ainsi la tomographie à émission de positons met en évidence qu'en l'absence de toute focalisation particulière de l'attention, l'activité du cerveau (activité intrinsèque du réseau du mode par défaut, nommée « énergie sombre du cerveau » par analogie à l'énergie sombre du cosmos et qui consiste en des vagues d'ondes électriques lentes) correspond à une dépense de 60 à 80 % de toute l'énergie consommée par le cerveau, soit une énergie 20 fois supérieure à celle consommée par le cerveau lorsqu'il réagit consciemment, la réalisation d'une tâche particulière (activité consciente moins fréquente que l'activité inconsciente) exige une énergie qui n'excède pas 5 % de celle consommée par l'activité de fond.
Une autre approche est d'examiner les conséquences de l'endommagement de zones spécifiques du cerveau. Bien que protégé par le crâne et les méninges, et isolé du flux sanguin par la barrière hémato-encéphalique, le cerveau est tout de même vulnérable à de nombreuses maladies et à différents types de dégâts. Chez les humains, les effets des dégâts cérébraux sont une source importante d'informations sur la fonction cérébrale. Comme il n'y a pas la capacité de contrôler expérimentalement la nature de ces dégâts, cette information est néanmoins souvent difficile à interpréter. Chez les animaux, les rats étant les plus fréquents sujets d'étude, il est possible d'utiliser des électrodes ou d'injecter localement des produits chimiques pour produire des types de dégâts bien précis et observer ensuite leurs conséquences sur le comportement.
Les neurosciences computationnelles regroupent deux approches : l'utilisation d'ordinateurs pour comprendre le cerveau et l'étude de la façon dont le cerveau réalise la computation. D'un côté, il est possible de coder un programme informatique pour permettre de simuler le fonctionnement d'un groupe de neurones en utilisant des systèmes d'équations décrivant l'activité électrochimique ; ces simulations sont appelées « réseaux de neurones biologiquement réalistes ». D'un autre côté, il est possible d'étudier les algorithmes de computation neurale par la simulation ou l'analyse mathématique d'« unités » simplifiées ayant plusieurs des caractéristiques des neurones mais en faisant abstraction de la plupart de leur complexité biologique. Les fonctions computationnelles du cerveau sont étudiés à la fois par les neuroscientifiques et les informaticiens.
Les dernières années ont vu les premières applications des techniques d'ingénierie génétique pour l'étude du cerveau. Les sujets d'études les plus fréquents sont les souris, car c'est sur cette espèce que les outils techniques à disposition sont le plus au point. Il est désormais possible d'inactiver ou de muter une grande variété de gènes, et ensuite examiner les effets sur la fonction cérébrale. Des approches plus sophistiquées sont également utilisées, comme la recombinaison Cre-Lox qui permet d'activer ou d'inactiver les gènes dans des zones spécifiques du cerveau à des moments spécifiques.
Des équipes américaines, bénéficiant d'un financement fédéral de 28 millions d'euros, utilisent des scanners dernier cri pour créer une banque de « connectomes ». Ces cartes des circuits cérébraux promettent de révéler comment les organes réagissent au vieillissement, à l'apprentissage et à d'autres événements. Les données du Human Connectome Project laisseraient présager des avancées sur les traitements de l'autisme et de la schizophrénie.
La question se pose actuellement de savoir si une Intelligence artificielle est réellement capable de fonctionner plus vite que les neurones et les synapses du cerveau humain.